# Maurice Frot
Pour les articles homonymes, voir Frot.
Maurice Frot, né le 30 juillet 1928 à Decazeville (Aveyron) et mort le 7 septembre 2004 à Brunoy (Essonne), est un écrivain libertaire français.

## Biographie
Il s'engage à dix-sept ans dans l'armée de l'air et participe à la Guerre d'Indochine, qui va le marquer durablement. Alors qu'il est chef des ventes dans une entreprise de contreplaqué, cet individualiste libertaire fait la rencontre en 1956 de Léo Ferré et devient son ami.
Il aide le chanteur dans ses travaux d'imprimerie amateur et illustre de nombreux petits formats que Ferré met lui-même en vente. Encouragé par ce dernier, il se lance dans l'écriture de son premier roman : Le Roi des rats, où il raconte l'expérience indochinoise qui le hante. Ferré en signe la préface.
En 1968, il devient le secrétaire et le régisseur du poète, le suivant dans toutes ses tournées, dont certaines sont mouvementées au point qu'il doive faire lui-même le garde du corps. Frot se brouille avec Ferré en 1973. Les deux hommes se reverront épisodiquement dans les années 1980 ; il reviendra vers Ferré à la fin de sa vie.
Il organise des galas de soutien pour Libération, Politique Hebdo, le Parti Socialiste Unifié ou Amnesty International. Il collabore le temps d'une pièce de théâtre et de deux disques avec Paul Castanier, l'ex-pianiste de Léo Ferré parti en même temps que lui (Meilland chante Frot Castanier, puis Mangiamerda en 1976) et il monte, parfois en prison, des spectacles-chansons avec Alain Meilland, chanteur et figure de la vie culturelle locale à Bourges. C'est avec ce dernier et Daniel Colling qu'il crée en 1977 le Printemps de Bourges.

## Œuvres

### Romans
- Le Roi des rats, Gallimard, 1965
- Nibergue, Gallimard, 1969
- Trois + Une, éditions Azergues, 1976 (illustrations d'Aline Chertier)
- Le Dernier Mandrin, coécrit avec le truand Jean-Baptiste Buisson, Grasset, 1977
- Le Tombeau des jaloux, Fil d'Ariane, 2000
- Je n' suis pas Léo Ferré, Fil d'Ariane, 2001[3]

### Théâtre et spectacles de chansons
- Le Vide-ordures, coécrit avec Paul Castanier (éditions P. J. Oswald, janvier 1975), créé à Marseille au Théâtre Toursky en 1975, mise en scène de Frank Andron.
- Les Travailleurs de la nuit (1978), coécrit avec Alain Meilland et créé au Printemps de Bourges 1978
- L'Arlequin, l'Ordinateur et le Petit Lapin (1979), coécrit avec Alain Meilland et créé au Printemps de Bourges 1979